# Camboya en los Juegos Olímpicos de Londres 2012
Camboya estuvo representada en los Juegos Olímpicos de Londres 2012 por seis deportistas, tres hombres y tres mujeres, que compitieron en cuatro deportes.
La portadora de la bandera en la ceremonia de apertura fue la practicante de taekwondo Sorn Davin. El equipo olímpico camboyano no obtuvo ninguna medalla en estos Juegos.